# RaboRonde Heerlen

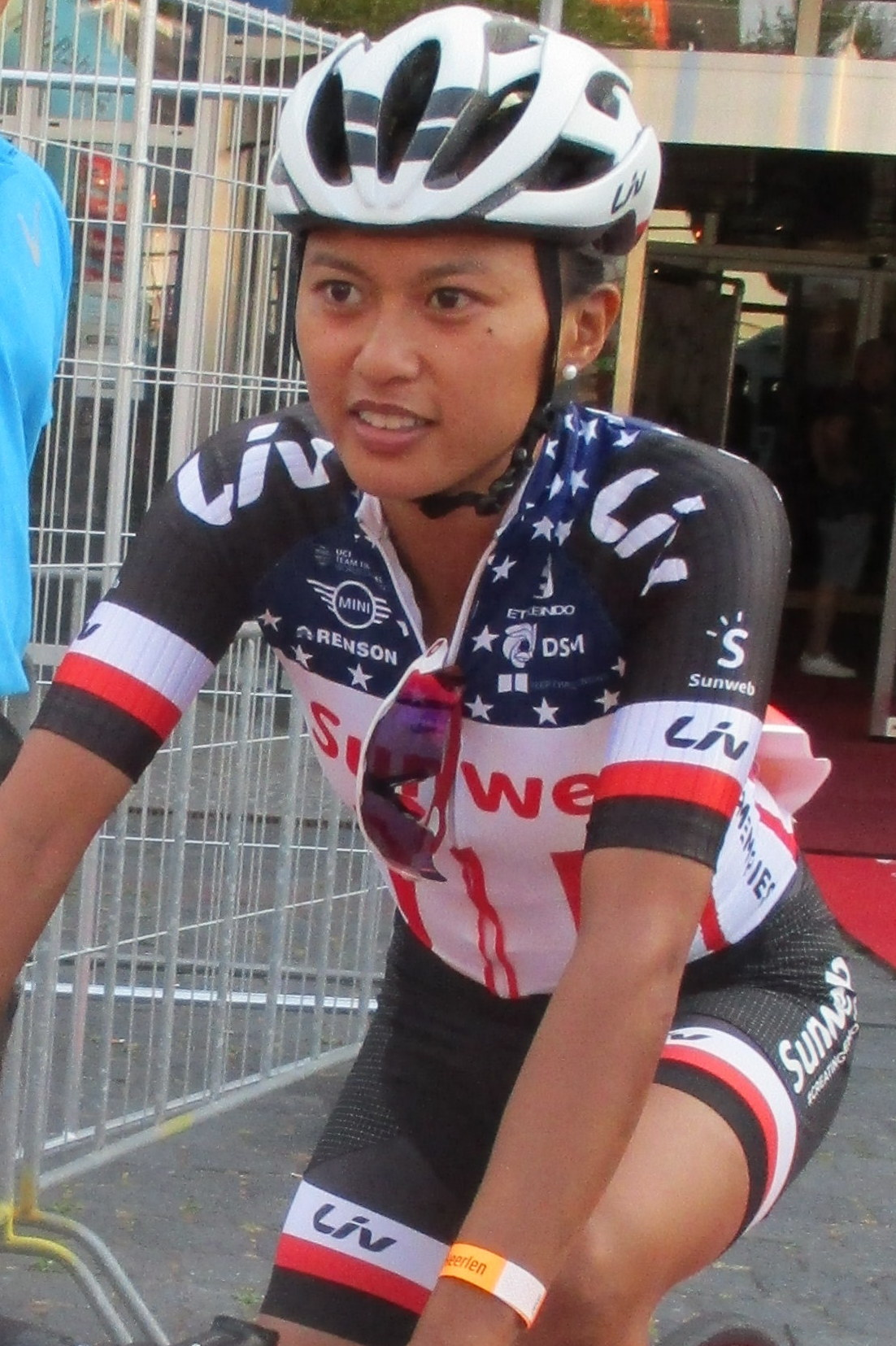
Winnares Coryn Rivera in 2018.

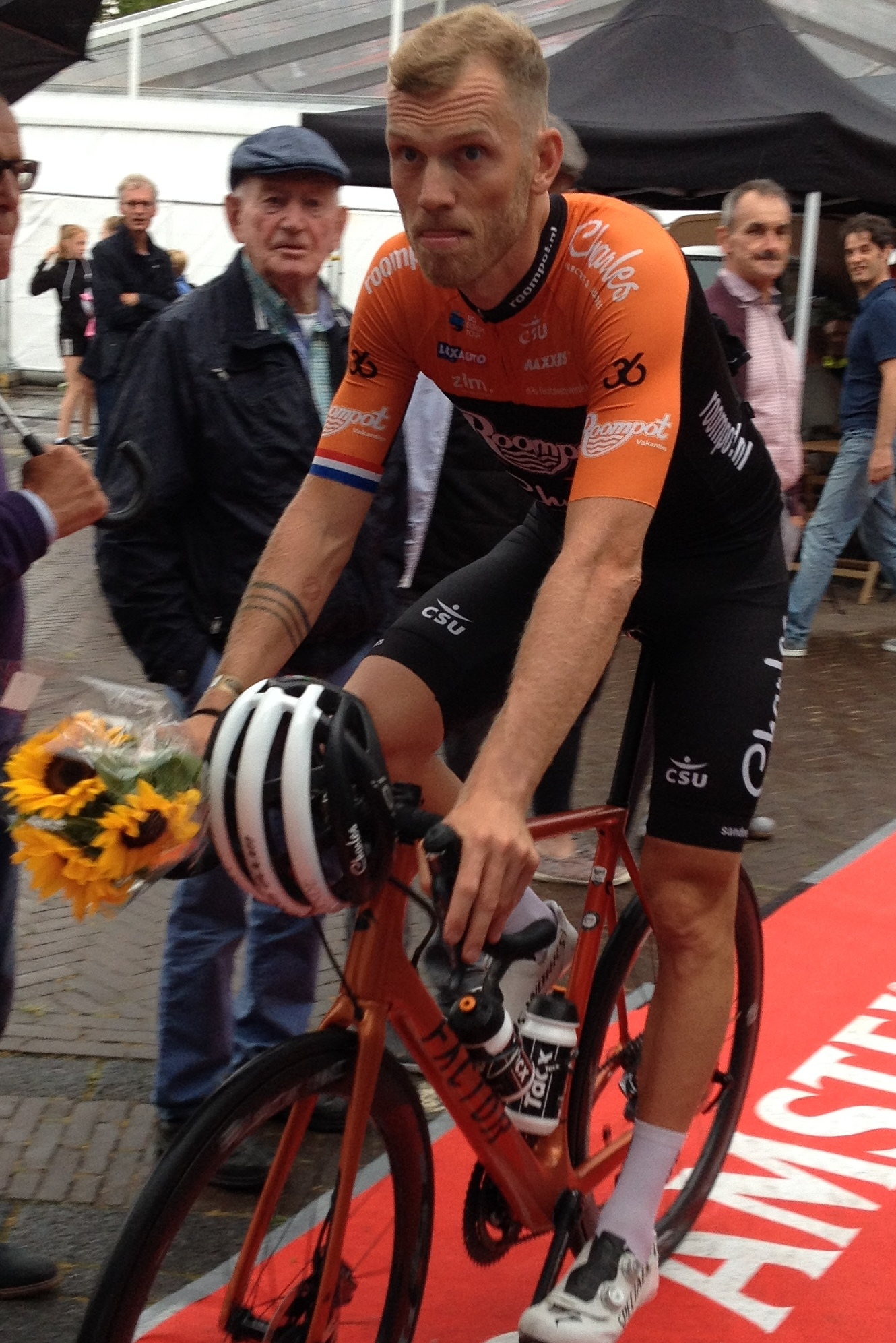
Lars Boom won de tijdrit in 2019.

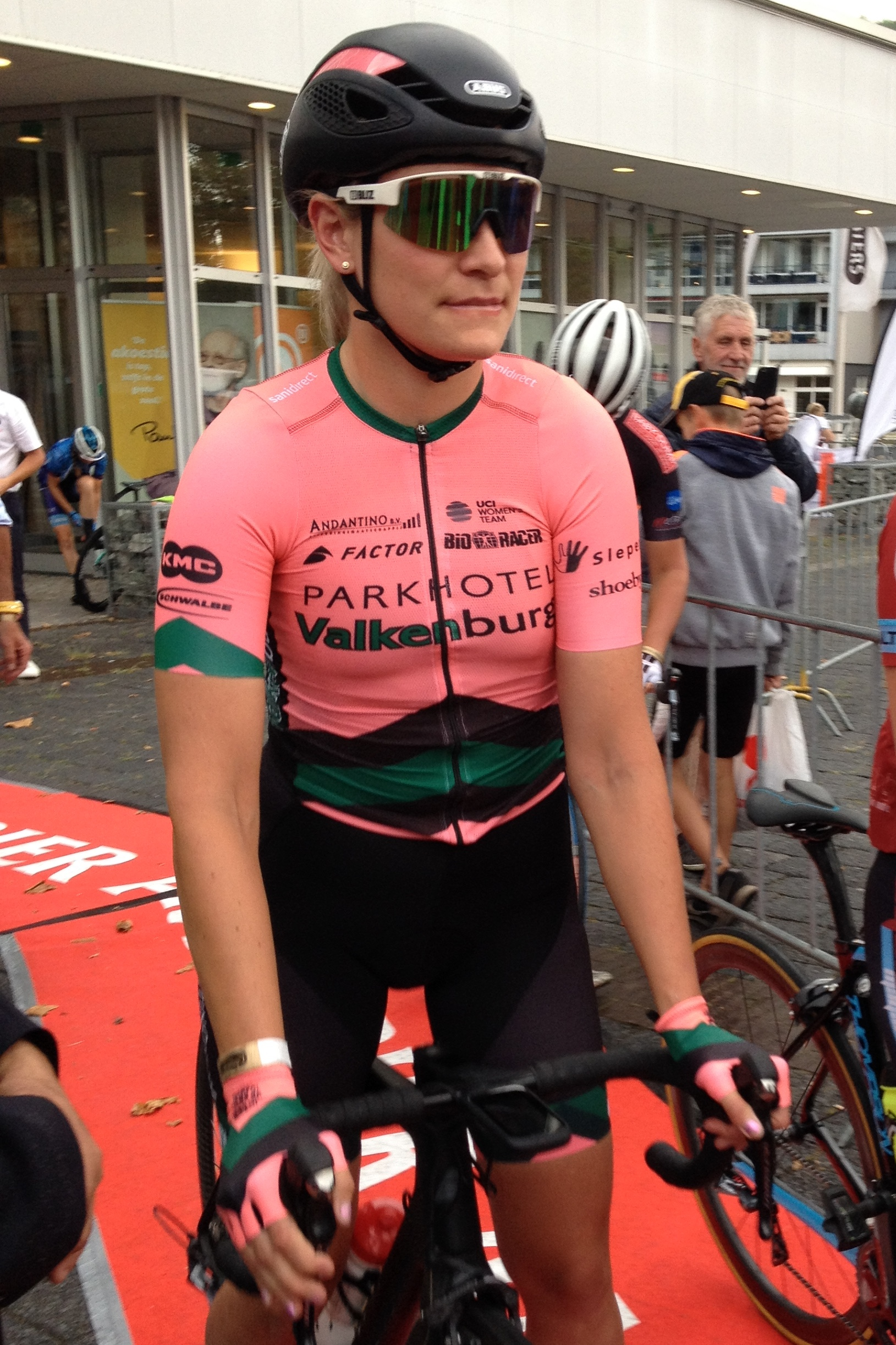
Roxane Knetemann won in 2019.

De RaboRonde Heerlen is een van de grootste na-Tour-criteriums in Nederland met jaarlijks 50.000 toeschouwers. De ronde was voorheen bekend als de Profronde Heerlen.
Op de eerste vrijdag na de Tour de France vindt in Heerlen het jaarlijkse profcriterium plaats. Dit criterium wordt georganiseerd door de Stichting Cyclocross Heerlen.
De organisatie legt de nadruk op een combinatie van sport (wielrennen) en amusement. Naast een criterium voor mannen en een voor vrouwen, is er ook een tijdrit voor heren, een wedstrijd voor handbikers en een BMX-evenement voor de jeugd. De wedstrijd vindt plaats in het centrum van Heerlen, het amusement vindt plaats op alle pleinen in het centrum van de stad, met o.a. bands en dj's. De toegang is gratis. 
De wedstrijd staat onder auspiciën van de KNWU en UCI.

## Profronde Heerlen
De Profronde wordt sinds 1990 georganiseerd door de Stichting Profronde Heerlen en de Stichting Wielercomité Simpelveld, die vroeger onder meer de Nacht van Simpelveld organiseerde.

### Editie van 1999
Een week na zijn eerste Touroverwinning zou Lance Armstrong op 30 juli 1999 naar Heerlen komen. Hij werd echter in de parkeergarage bijna weggestuurd door een overijverige beveiliger die Armstrong niet herkende. Door ingrijpen van de organisatie kon de Amerikaan alsnog van start gaan en hij won die editie. Nadat Armstrong in 2012 zijn dopinggebruik bekende en hij geschrapt werd op veel erelijsten, besloot de organisatie van de RaboRonde om zijn naam te laten staan, omdat er anders meer namen geschrapt zouden moeten worden en "dan zou een amateur winnen".

## Lijst van winnaars
| Heren - 1990 - Peter Winnen - 1991 - Frans Maassen - 1992 - Ad Wijnands - 1993 - Danny Nelissen - 1994 - Adrie van der Poel - 1995 - Frans Maassen - 1996 - Jeroen Blijlevens - 1997 - Michael Boogerd - 1998 - Max van Heeswijk - 1999 - Lance Armstrong - 2000 - Erik Dekker - 2001 - Jans Koerts - 2002 - Robbie McEwen - 2003 - Servais Knaven - 2004 - Marc Lotz | - 2005 - Michael Rasmussen - 2006 - Óscar Freire - 2007 - Thomas Dekker - 2008 - Mark Cavendish - 2009 - Alberto Contador - 2010 - Karsten Kroon - 2011 - Andy Schleck - 2012 - Rob Ruijgh - 2013 - Lars Boom - 2014 - Tom Dumoulin - 2015 - Simon Geschke - 2016 - Wout Poels - 2017 - Ramon Sinkeldam - 2018 - Tom Dumoulin - 2019 - Mike Teunissen - 2020 · Niet verreden (coronapandemie) - 2021 · Niet verreden (coronapandemie) - 2022 - Mathieu van der Poel | Dames - 2013 - Liesbet De Vocht - 2014 - Ellen van Dijk - 2015 - Chantal Blaak - 2016 - Chantal Blaak - 2017 - Annemiek van Vleuten - 2018 - Coryn Rivera - 2019 - Roxane Knetemann | Tijdrit heren - 2017 - Jos van Emden - 2018 - Jaap Kooijman - 2019 - Lars Boom - 2022 - Jos van Emden | Para-Cycling - 2019 - Mitch Valize - 2022 - Mitch Valize |